# Гребля на байдарках и каноэ на летних Олимпийских играх 2024 — байдарки-четвёрки, 500 метров (женщины)
Соревнования женщин на байдарках-четвёрках на дистанции 500 метров в гребле на байдарках и каноэ на летних Олимпийских играх 2024 года прошли с 6 по 8 августа 2024 года на Национальном олимпийском водном стадионе региона Иль-де-Франс в пригороде Парижа Вер-сюр-Марн.

## Расписание
Соревнования продолжались в течение двух дней. Время начала соревнований указано местное (UTC+2)
| Дата              | Время       | Раунд             |
| ----------------- | ----------- | ----------------- |
| Вторник 6 августа | 10:00       | Заезды            |
| Четверг 8 августа | 11:40 13:40 | Полуфиналы Финалы |

## Призёры
| Золото                                                                    | Серебро                                                          | Бронза                                                            |
| Новая Зеландия · Лиза Кэррингтон · Алиша Хоскин · Оливия Бретт · Тара Вон | Германия · Паулина Пажек · Юле Хаке · Паулина Ягш · Сара Брюслер | Венгрия · Ноэми Пупп · Сара Фойт · Тамара Чипеш · Алида Дора Гажо |

## Составы команд
| Номер | Спортсмены                                                         | Страна         |
| ----- | ------------------------------------------------------------------ | -------------- |
| 1     | Элла Бир Алисса Булл Александра Кларк Джейл Стейнпрейс             | Австралия      |
| 2     | Ноэми Пупп Сара Фойт Тамара Чипеш Алида Дора Гажо                  | Венгрия        |
| 3     | Паулина Пажек Юле Хаке Паулина Ягш Сара Брюслер                    | Германия       |
| 4     | Сара Оусанде Эстефания Фернандес Каролина Гарсия Тереса Портела    | Испания        |
| 5     | Куртни Стотт Натали Дэвисон Райли Мелансон Тошка Бешара            | Канада         |
| 6     | Ли Дунинь Инь Мэнде Ван Нань Сунь Юэвэнь                           | Китай          |
| 7     | Лиза Кэррингтон Алиша Хоскин Оливия Бретт Тара Вон                 | Новая Зеландия |
| 8     | Мария Вирик Анна Маргрете Слетше Хедда Эристланд Кристина Амундсен | Норвегия       |
| 9     | Каролина Ная Анна Пулавская Адрианна Конколь Доминика Путто        | Польша         |
| 10    | Анастасия Баюк Мария Достанич Милица Новакович Дуня Станоев        | Сербия         |

## Результаты

### Заезды
Первые три лодки из каждого заезда проходят в финал, остальные – в полуфинал.

#### Заезд 1
| Место | Дорожка | Команда        | Время   | Примечания |
| ----- | ------- | -------------- | ------- | ---------- |
| 1     | 6       | Новая Зеландия | 1.32,40 | FA         |
| 2     | 4       | Испания        | 1.32,92 | FA         |
| 3     | 5       | Польша         | 1.33,87 | FA         |
| 4     | 7       | Норвегия       | 1.34,28 | SF         |
| 5     | 3       | Сербия         | 1.36,40 | SF         |

#### Заезд 2
| Место | Дорожка | Команда   | Время   | Примечания |
| ----- | ------- | --------- | ------- | ---------- |
| 1     | 5       | Германия  | 1.32,34 | FA         |
| 2     | 6       | Венгрия   | 1.33,42 | FA         |
| 3     | 4       | Китай     | 1.33,64 | FA         |
| 4     | 3       | Австралия | 1.34,60 | SF         |
| 5     | 7       | Канада    | 1.37,87 | SF         |

### Полуфинал
Первые две лодки проходят в финал, остальные выбывают.
| Место | Дорожка | Команда   | Время   | Примечания |
| ----- | ------- | --------- | ------- | ---------- |
| 1     | 4       | Австралия | 1.34,25 | FA         |
| 2     | 5       | Норвегия  | 1.34,77 | FA         |
| 3     | 3       | Сербия    | 1.35,25 |            |
| 4     | 6       | Канада    | 1.39,24 |            |

### Финал
| Место | Дорожка | Команда        | Время   | Примечания |
| ----- | ------- | -------------- | ------- | ---------- |
| 1     | 5       | Новая Зеландия | 1.32,20 |            |
| 2     | 4       | Германия       | 1.32,62 |            |
| 3     | 6       | Венгрия        | 1.32,93 |            |
| 4     | 7       | Польша         | 1.33,17 |            |
| 5     | 2       | Китай          | 1.33,57 |            |
| 6     | 3       | Испания        | 1.34,51 |            |
| 7     | 1       | Норвегия       | 1.35,02 |            |
| 8     | 8       | Австралия      | 1.35,96 |            |